# Elecciones provinciales de Esmeraldas de 2014
Las elecciones provinciales de Esmeraldas de 2014, una provincia situada en la región noroccidental de Ecuador, se celebraron bajo el contexto de las elecciones seccionales de Ecuador, en las que los ciudadanos eligen a sus representantes locales y regionales. Estas elecciones son clave dentro del sistema político del país, ya que determinan la administración de los recursos y políticos a nivel provincial. Estas elecciones fueron particularmente relevantes debido a la destitución de la candidata (anteriormente Prefecta de Esmeraldas) Lucía Sosa, quien había sido destituida de su cargo un año antes por decisión de la Corte Constitucional.Además, el proceso estuvo marcado por una competencia reñida entre Sosa y el candidato oficialista Iván Hurtado, quien representaba a Alianza PAIS.

## Antecedentes
El proceso electoral estuvo precedido por una disputa política en Esmeraldas, que concluyó con la destitución de la prefecta Lucía Sosa en 2013, ya que la Corte Constitucional determinó que había incumplido ciertas sentencias judiciales favorables a 42 trabajadores despedidos en 2005, en el inicio de su administración.
La controversia surgió entre la gestión del ex-prefecto Homero López y Sosa. López, perteneciente al Partido Roldosista Ecuatoriano (PRE), había contratado, días antes del término de su mandato, 46 empleados. Al asumir el poder, Sosa los despidió, por lo que alegó irregularidades que sustentaban esas contrataciones. Aunque las cortes ordenaron en 2006 y 2011 el restablecimiento de los trabajadores destituidos, esta orden no fue ejecutada en su totalidad por el gobierno de Lucía Sosa, razón por la cual esta fue forzada a dejar el puesto por la Corte Constitucional.
No obstante tal antecedente, Sosa se presentó de nuevo como candidata a las elecciones de 2014. 

## Desarrollo
Las circunstancias del proceso electoral fueron marcadas por una fuerte disputa entre las agrupaciones de nivel local y las de nivel nacional. Por un lado, Alianza PAIS, encabezado por Rafael Correa, tenía como candidato a Iván Hurtado, un conocido personaje de la esfera pública, reconocido por su experiencia como futbolista profesional, y conocido de la familia oficialista. Por otra parte, Lucía Sosa, representante del Movimiento Popular Democrático (MPD), buscaba recuperar la Prefectura a partir de su llamada en apoyo a las comunidades naturales y a los sectores tradicionalmente considerados excluidos.
Las campañas electorales se han centrado en aspectos centrales como el desarrollo rural, el acceso a los servicios básicos, el desarrollo de la producción local. Si bien Hurtado proponía la alineación de los proyectos provinciales a las propuestas del gobierno central, Sosa se concentró sobre la defensa de la autonomía provincial y, en su discurso, la necesidad de satisfacer las demandas del público local. 

## Candidaturas
| Lista | Lista | Logo | Partido / Movimiento           | Prefecto                        | Viceprefecto                     | Ref.  |
| ----- | ----- | ---- | ------------------------------ | ------------------------------- | -------------------------------- | ----- |
|       | 8     |      | Partido Avanza                 | Lenín Alejandro Chica Arteaga   | Gina Marina Torres Pluas         | [ 8 ] |
|       | 2     |      | Movimiento Popular Democrático | Lucía de Lourdes Sosa Robinzon  | Linder Maximiliano Altafuya Loor | [ 4 ] |
|       | 21    |      | Movimiento CREO                | Zolia Rosa Quijije Loor         | Dionicio Gonzalo Vargas Zambrano | [ 8 ] |
|       | 35    |      | Alianza PAIS                   | Ivan Jacinto Hurtado Angulo     | Jasmin Cecibel Cheme Fernandez   | [ 5 ] |
|       | 61    |      | Movimiento Pueblo              | Mario Cuarto Gutiérrez Zambrano | Macías Araceli Baldospino        | [ 8 ] |

## Resultados
|  | 39.94 % |

|  | 38.88 % |

|  | 18.46 % |

|  | 2.62 % |

|  | 0.85 % |

|  | 100 % |

Fuente:

### Resultados por Cantón
|  | 43.40 % |

|  | 35.53 % |

|  | 18.96 % |

|  | 1.20 % |

|  | 0.92 % |

|  | 48.90 % |

|  | 36.52 % |

|  | 18.18 % |

|  | 2.09 % |

|  | 0.84 % |

|  | 28.81 % |

|  | 45.70 % |

|  | 23.11 % |

|  | 1.59 % |

|  | 0.78 % |

|  | 41.46 % |

|  | 44.24 % |

|  | 10.76 % |

|  | 2.33 % |

|  | 0.81 % |

|  | 40.86 % |

|  | 41.43 % |

|  | 15.42 % |

|  | 1.70 % |

|  | 0.59 % |

|  | 33.83 % |

|  | 39.79 % |

|  | 22.63 % |

|  | 2.91 % |

|  | 0.59 % |

|  | 44.76 % |

|  | 44.33 % |

|  | 7.70 % |

|  | 2.33 % |

|  | 0.87 % |

Fuente: